# ميتشال فوريل
ميتشال فوريل (بالتشيكية: Michal Vorel)‏ (27 يونيو 1975 ببراغ في التشيك - ) هو لاعب كرة قدم تشيكي في مركز حراسة المرمى. لعب مع بانيك أوسترافا ودوكلا براغ وسلافيا براغ ونادي ملادا بوليسلاف وFC Vysočina Jihlava ‏ وSK Sparta Krč ‏ وMŠK Púchov ‏ وFC Senec ‏ وSFC Opava ‏ وFK Viagem Ústí nad Labem ‏ وFK Dukla Prague ‏ وFK Chmel Blšany ‏.

## وصلات خارجية
- ميتشال فوريل على موقع قاعدة بيانات كرة القدم.إي يو (الإنجليزية)
- ميتشال فوريل على موقع Soccerway.com (الإنجليزية)